# Simultanea
La simultanea è un particolare incontro di scacchi in cui un giocatore esperto, chiamato simultaneista, gioca contemporaneamente più partite contro più avversari, ciascuno dei quali dispone di una propria scacchiera.
Il simultaneista, che gioca con il Bianco, salvo diverso accordo, esegue la mossa sulla prima scacchiera, poi sequenzialmente, su tutte le altre. Ogni avversario deve rispondere alla mossa quando il simultaneista, completato il giro delle scacchiere, torna di fronte a lui. Se esita a muovere il simultaneista può reclamare la vittoria.
Partite in simultanea si sono svolte anche in tempi antichi. Già nell'VIII secolo giocatori arabi affrontavano partite
multiple.
La possibilità di giocare contro grandi scacchisti o di assistere alle loro esibizioni ha sempre richiamato l'interesse o la curiosità di esperti e neofiti del gioco. Per tale motivo le partite simultanee costituiscono una fonte di guadagno per molti giocatori professionisti.
Una variante della simultanea, ancora più impegnativa e spettacolare, è la simultanea alla cieca.
Un'altra variante è la simultanea in tandem (o alternata), nella quale due simultaneisti fanno una mossa ciascuno. Uno dei due gioca la prima mossa di ogni scacchiera, l'altro la seconda mossa e così via. Tra coloro che si sono esibiti in simultanee in tandem vi sono i campioni del mondo Emanuel Lasker e Aleksandr Alechin.
Il numero di scacchiere viene scelto da chi tiene la simultanea, ma usualmente si giocano circa 25 partite. Il record per il maggior numero di scacchiere appartiene attualmente al Grande maestro iraniano Ehsan Ghaem Maghami, che l'8-9 febbraio 2011 a Teheran ha giocato contro 604 avversari, con il risultato di 580 partite vinte, 16 patte e 8 perse.  

## Simultanee da ricordare
- Il cubano Capablanca, terzo campione del mondo, il 4 febbraio 1922 giocò una simultanea a Cleveland contro 103 avversari, ottenendo 102 vittorie ed una patta. La simultanea durò sette ore.[1]
- Aleksandr Alechin, quarto campione del mondo, l'8 marzo 1933 a Semarang in Indonesia tenne una simultanea su 50 scacchiere, vincendo tutte le partite.[2]
- Il polacco, poi cittadino argentino, il Grande Maestro Miguel Najdorf, il 14 giugno 1950 si esibì contro 250 avversari, per 11 ore, con il risultato di 226 partite vinte, 14 patte, 10 perse.
- Robert Graham Wade, inglese nato in Nuova Zelanda, giocò nel 1951 a Mosca contro 30 studenti senza vincere una sola partita: ottenne 10 patte e 20 sconfitte. L'anno precedente aveva conseguito il titolo di Maestro Internazionale.

## Italiani
- Mario Monticelli il 26 marzo 1950 a Milano giocò contro 72 avversari ottenendo 58 vittorie, 9 patte e 5 sconfitte.
- Sergio Mariotti il 3 dicembre 1994 a Potenza disputò 112 partite simultanee, di cui 100 vinte.
- Luca Moroni, il giovane Campione italiano assoluto e già vicecampione del mondo di scacchi under 16, a Milano il 13 dicembre 2015 ha disputato 120 partite in simultanea, superando il precedente primato. La manifestazione è durata 6 ore e 20 minuti, durante le quali Luca ha sfidato 120 giovani avversari: il bilancio è stato di 106 vittorie, 6 sconfitte e 5 pareggi.[3]